# Агафангел (Преображенский)
Митрополи́т Агафанге́л (в миру Алекса́ндр Лавре́нтьевич Преображе́нский; 27 сентября [9 октября] 1854, село Мочилы, Венёвский уезд, Тульская губерния — 16 октября 1928, Кинешма, Иваново-Вознесенская губерния) — епископ Православной российской церкви; митрополит Ярославский и Ростовский; почётный председатель Ярославского отдела Союза русского народа.
Прославлен в лике святых в августе 2000 года; память — 3 октября по юлианскому календарю.

## Образование
Родился в селе Мочилы Венёвского уезда Тульской губернии в семье священника Лаврентия Ивановича Преображенского.
В 1871 году окончил в Венёвское духовное училище; вспоминал, что «будучи ещё учеником низшей духовной школы, любил часто и подолгу оставаться на кладбище и здесь, среди могил и крестов <…> со слезами на глазах молил Господа, чтобы Он, Милосердный, во время благопотребное сподобил меня быть служителем алтаря и приносить бескровную, умилостивительную жертву за скончавших своё земное странствование».
Окончил Тульскую духовную семинарию (1877) и был направлен в Московскую духовную академию, курс которой окончил со степенью кандидата богословия в 1881 году. Тема кандидатской работы: «Шестоднев Иоанна, Экзарха Болгарского, опыт исследования языка и текста по списку 1263 года». В этом труде проявилась филологическая эрудиция автора и его научная кропотливость.

## Педагогическая деятельность
С 1881 года преподаватель латинского языка и член правления Раненбургского духовного училища, с 7 декабря 1882 года помощник смотрителя Скопинского духовного училища, преподавал Закон Божий. После 11 месяцев супружеской жизни скончалась от обширного сепсиса его жена, Анна Фёдоровна (урождённая Воскресенская, дочь протоиерея). Неожиданная кончина жены и смерть новорождённого младенца стали тяжёлым потрясением для молодого преподавателя и определили его дальнейшую судьбу: «… я понял, что жизненный путь, избранный мною, — не мой жребий … И тогда, преклоняясь пред неисповедимою волею Божиею, я поспешил оставить мир, взять свой крест и приобщиться к лику иноческому». 7 марта 1885 года пострижен в монашество и 10 марта рукоположён во иеромонаха, награждён набедренником и серебряным крестом.
С 4 декабря 1886 года инспектор Томской духовной семинарии с возведением в сан игумена. С 28 февраля 1888 года архимандрит, ректор Иркутской духовной семинарии, председатель епархиального училищного совета, товарищ председателя Иркутского комитета Православного миссионерского общества.

## Сибирский архиерей
10 сентября 1889 года хиротонисан во епископа Киренского, второго викария Иркутской епархии — хиротония совершена в Иркутске в Вознесенском соборе архиепископом Иркутским и Нерчинским Вениамином (Благонравовым) и епископом Селенгинским Макарием (Дарским). В 1891 году награждён панагией с драгоценными камнями, действительный член Восточно-Сибирского отдела Императорского русского географического общества, почётный член Якутского церковного Братства во Имя Христа Спасителя (1892) и Иркутского благотворительного общества (1893).
С 17 июля 1893 года епископ Тобольский и Сибирский. Посещал с миссионерскими целями окраинные районы своей епархии. Почётный член Общества спасения на водах Тобольского округа (1896).
Награжден орденами Святой Анны I степени (1896), Святого Владимира II степени (1900), Святого Александра Невского (1907).

## Служение в Прибалтийском крае

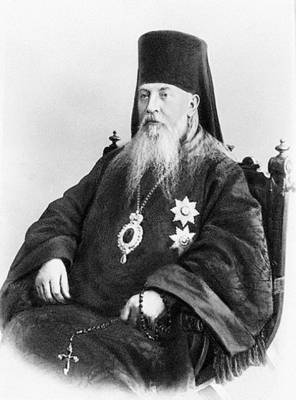
Агафангел, архиепископ Рижский

С 4 октября 1897 года епископ Рижский и Митавский.
Почётный член Императорского православного палестинского общества и Прибалтийского православного братства (1898), присутствующий в Синоде (1902, 1906–1908, 1915).
6 мая 1904 года возведён в сан архиепископа.
Его стараниями были обновлены и построены многие храмы. В 1905 году созвал Епархиальный собор (съезд духовенства епархии), на котором были приняты постановления о преобразованиях в церковной жизни: о допуске мирян к избранию клириков, о предложениях некоторых изменений и сокращений в богослужении в латышских и эстонских церквях и др.
В январе 1906 года обратился к духовенству епархии с призывом заступаться перед правительственными органами за людей, вовлечённых в революционное движение: «Я поручаю вам, отцы настоятели, если по вашему искреннему убеждению, свидетельствованному иерейской совестью и долгом священнической присяги, кто-либо из ваших прихожан, — или даже инославных, но лично вам известных, — будет невинно привлечён к ответственности по обвинению в противоправительственной деятельности и участии в бывшем революционном восстании, а также в тех случаях, когда к сей ответственности будут привлекаться люди заведомо доброго направления и вообще благонадёжные, но увлечённые на эту деятельность угрозами, насилием и боязнью мести со стороны агитаторов восстания, свидетельствовать пред местными военными и гражданскими властями и смиренно просить об освобождении от ответственности первых и об облегчении участи и помиловании вторых. Если бы предстательство ваше пред названными властями, на основании имеющихся у них сведений, было отклонено, а вы продолжали бы оставаться в полном убеждении в невиновности известного вам лица или в необходимости оказать снисхождение виновному, просите и молите власть, по крайней мере, не приводить приговор в исполнение впредь до особого распоряжения Главного начальника края, а мне немедленно донесите для возбуждения соответствующего ходатайства».
С 13 августа 1910 года — архиепископ Литовский и Виленский и священноархимандрит Виленского Свято-Духова монастыря, награждён драгоценной панагией.
За усердное служение 6 мая 1912 года награждён бриллиантовым крестом для ношения на клобуке.
Будучи умеренным монархистом, отказался санкционировать проведение торжественного крестного хода к памятнику М. Н. Муравьёву в память 50-летия его управления Северо-Западным краем, на чём настаивали крайне правые политические организации (ограничился проведением заупокойной литургии и панихиды). Инцидент стал поводом для его перевода в Ярославль, где он сменил архиепископа Тихона (Беллавина).

## Ярославский владыка

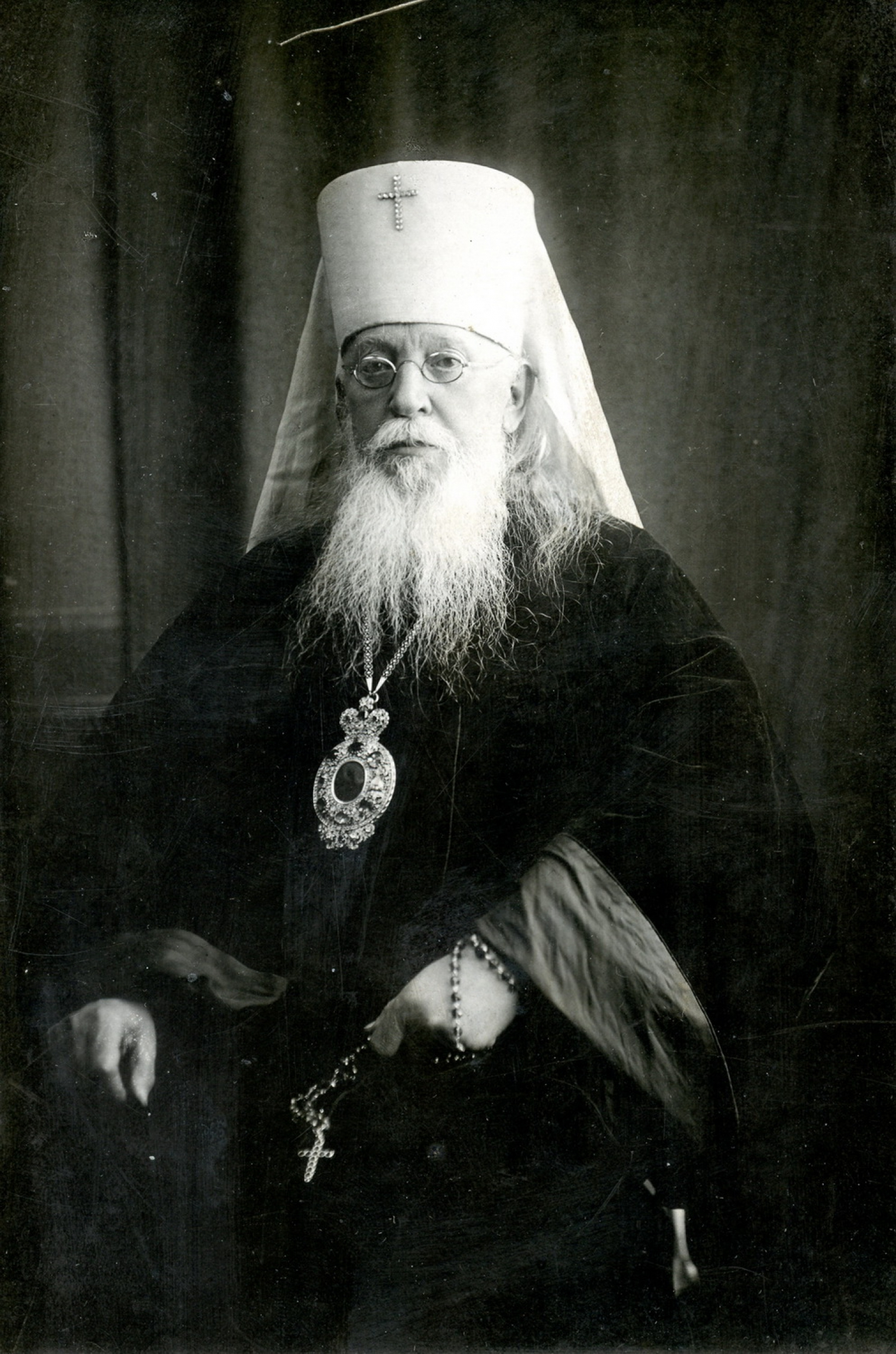

С 22 декабря 1913 года был архиепископом Ярославским и Ростовским. В этот период он принял участие в монархическом движении — содействовал объединению монархических организаций, сблизился с семьёй председателя ярославского отдела Союза русского народа Ивана Кацаурова. Помогал армии, организуя госпитали и направляя на фронт священников.
14 апреля 1917 года, когда были уволены все члены Святейшего синода, кроме Сергия (Старогородского), был вызван на летнюю сессию. Председатель III отдела Предсоборного совета. В ноябре 1917 года был возведён в сан митрополита.
Член Поместного собора 1917—1918 годов. 6 марта 1918 года был делегирован Священным синодом членом Высшего церковного совета. В феврале 1918 года по указанию Собора патриарх Тихон поименовал его вторым кандидатом на местоблюстительство в случае своей невозможности оставаться во главе церковного управления.
Ввиду уголовного его преследования и «обновленческой» оппозиции его деятельности, 12 мая 1922 года патриарх Тихон временно передал патриаршие права и патриаршие обязанности митрополиту Агафангелу, вызвав его в Москву. Однако власти не позволили митрополиту выехать из Ярославля. После издания 16 июня 1922 года заявления (так называемого «Меморандума трёх»), подписанного митрополитом Сергием (Страгородским), архиепископами Евдокимом (Мещерским) и Серафимом (Мещеряковым), в котором авторы признавали обновленческое Высшее церковное управление (ВЦУ) единственной канонически законной верховной церковной властью, издал 18 июня послание «К архипастырям, пастырям и всем чадам Православной Русской Церкви», в котором призывал всех не подчиняться ВЦУ, а правящих архиереев — самостоятельно управлять епархиями в соответствии с канонами и архиерейской присягой, пока не восстановится высшая церковная власть.
28 июня 1922 года заключён под домашний арест в бывшем Спасском монастыре Ярославля; 22 августа переведён в одиночную камеру Ярославской тюрьмы; осенью 1922 года — во внутреннюю тюрьму ГПУ в Москве. 25 ноября 1923 года приговорён к трём годам ссылки. В 1923—1925 годах находился в ссылке в селе Колпашево Нарымского края.
В завещательном распоряжении от 25 декабря 1924 (7 января 1925) патриарх Тихон поставил его вторым кандидатом в Патриаршие местоблюстители; но в права местоблюстителя по смерти Патриарха в апреле 1925 года вступил 3-й кандидат — митрополит Петр (Полянский) из-за нахождения в ссылке двоих первых. По окончании ссылки митрополит Агафангел с осени 1925 по весну 1926 года находился в заключении в тюрьме города Перми.
После ареста Патриаршего местоблюстителя митрополита Крутицкого Петра (Полянского), побуждаемый руководителем 6-го (церковного) отделения ОГПУ Тучковым, 18 апреля 1926 года выпустил, ещё будучи в Перми, послание к всероссийской пастве о своём вступлении в должность Заместителя Патриаршего местоблюстителя. Однако после встречи 13 мая с митрополитом Сергием (Страгородским), ознакомившись с реальной ситуацией в Церкви, 8 июня 1926 года он отказался от местоблюстительства и вернулся в Ярославль. Сложности в вопросе об управлении церковью были инспирированы властями для стимулирования противоречий среди иерархии с целью её дискредитации.

### Оппозиция Декларации митрополита Сергия
Расхождение во взглядах между митрополитом Агафангелом и заместителем местоблюстителя митрополитом Сергием (Страгородским), управлявшим патриархией с декабря 1925 года, проявилось в резкой форме после издания декларации от 29 июля 1927 года. Митрополита Агафангела поддержали трое его викариев: архиепископ Угличский Серафим (Самойлович), временно управляющий Любимским викариатством бывший архиепископ Пермский Варлаам (Ряшенцев) и епископ Ростовский Евгений (Кобранов), а также находившийся в Ростове митрополит Ленинградский Иосиф (Петровых) (бывший викарий Ярославской епархии и её временно управляющий во время ссылки Агафангела). Они совместно составили и отправили митрополиту Сергию «акт отхода» — послание от 6 февраля 1928 года. Перечислив в нём все причины, по которым они считали «небезопасным» для себя и своей паствы дальнейшее пребывание в административном подчинении митрополиту Сергию, они заявили: «… за неимением другого выхода из создавшегося рокового для Церкви положения, отныне отделяемся от Вас и отказываемся признавать за Вами и Вашим Синодом право на высшее управление Церковью». Они остаются в подчинении патриаршего местоблюстителя митрополита Петра Крутицкого, — говорилось в послании, — и сохраняют молитвенное общение с ним, а через него и со всеми Восточными православными церквами, но будут управлять своей епархией самостоятельно — «в строгом согласии с Словом Божиим, с общецерковными канонами, правилами и преданиями, с постановлениями Всероссийского Собора 1917—1918 гг.». При этом было решено, что «Ярославская церковная область» «для сохранения мира» не будет принимать в общение с собой никого из других епархий: ни епископов, ни клириков, ни мирян. Они не желали создавать раскола, однако, как указал митрополит Иоанн (Снычёв): «как бы они не старались оправдать свой шаг и доказать, что они <…> только стремятся морально воздействовать на митр. Сергия, факт остаётся фактом — отход от первоиерарха, по смыслу церковных канонов, есть уже раскол».
Понимая, что митрополит Агафангел вступил на путь оппозиции не ради властолюбия, а по незнанию некоторых сторон церковной жизни в сложившихся условиях, митрополит Сергий уже 10 февраля направил ему письмо, в котором просил не порывать общения и потерпеть, «пока не выяснится с определённостью», куда направляется церковный корабль. В марте Временный патриарший Священный синод во главе с митрополитом Сергием принял решение о запрещении в служении викариев митрополита Агафангела, но не его самого; в Ярославль был направлен с письмом архиепископ Павел (Борисовский), затем ещё одно письмо, в котором содержалось предупреждение о той опасности, в которой находился митрополит Агафангел. В ответ 10 мая ярославские епископы направили через секретаря митрополита протоиерея Димитрия Смирнова митрополиту Сергию своё краткое «разъяснение». Они подтверждали, что молитвенного общения с ним не порывают, раскола не учиняли и не учиняют, принципиально его власть как заместителя не отрицают, но «распоряжения Заместителя, смущающие нашу и народную религиозную совесть, и по нашему убеждению, нарушающие церковные каноны, в силу создавшихся обстоятельств на месте, исполнять не могли и не можем». После этого к митрополиту Агафангелу были направлены архиепископ Иувеналий (Масловский) и протоиерей Владимир Воробьёв, после беседы с которыми ярославские архиереи примирились с митрополитом Сергием. Это произошло 16 мая 1928 года.

## Кончина и прославление
В 1928 году наступило ухудшение здоровья, участились сердечные приступы, и в середине сентября 1928 года он слёг в постель. Перед кончиной часто приобщался Святых Таин.
Был погребён в Ярославле в подвальном этаже храма святителя Леонтия Ростовского. Владыку похоронили только на седьмой день после кончины, но, по воспоминаниям очевидца, «никакого трупного запаха не ощущалось нисколько, напротив: по временам веяло от гроба каким-то благоуханием». На надгробной плите начертали надпись «Великий святитель Агафангел». Ныне рака с его мощами покоится в Казанском соборе Казанского женского монастыря в Ярославле.
Был прославлен как священноисповедник в лике святых новомучеников и исповедников Церкви Русской на Юбилейном Архиерейском соборе Русской православной церкви в августе 2000 года для общецерковного почитания.

## Сочинения
- Речь при наречении во епископа // Церковные ведомости. 1889. № 49.
- Речь при прощании с тобольскою паствою. Тобольск, 1897.
- Речь при вступлении в управление Рижской епархией. Рига, 1897.
- Как надобно каждому дорожить временем. М., 1907 (7-е изд.).
- Беседа с духовенством // Голос. 1917. № 57.
- Воззвание к воинам // Ярославские епархиальные ведомости. 1917. № 11/16.
- Послание о вступлении во временное управление Православной Русской Церковью; Послание о вступлении в права и обязанности Патриаршего Местоблюстителя; Сопроводительное письмо; Телеграммы и письма к митр. Сергию (Страгородскому); Письмо к митр. Петру (Полянскому) // Акты Святейшего Тихона, Патриарха Московского и всея России, позднейшие документы и переписка о каноническом преемстве высшей церковной власти, 1917–1943. Сб. в двух частях / Сост. М. Е. Губонин. М., 1994. С. 219–221, 451–454, 462, 467, 472, 475, 480, 601.

## Комментарии
1. ↑  Сознательно вводя митрополита Агафангела в заблуждение, «Тучков сообщил ему, что получившие от митр. Петра благословение на возглавление русской церковной иерархии митр. Сергий и ВВЦС ведут между собою борьбу за власть, которая вызвала раскол в епископате, и это обстоятельство не дает возможности гос. органам зарегистрировать ни митр. Сергия, ни архиеп. Григория в качестве Главы Церкви». Для преодоления этого раскола Тучков предложил митрополиту Агафангелу как можно скорее вступить в обязанности Патриаршего местоблюстителя.